# Supercoupe d'Italie de football 2024
 (septembre 2023).
Si vous disposez d'ouvrages ou d'articles de référence ou si vous connaissez des sites web de qualité traitant du thème abordé ici, merci de compléter l'article en donnant les références utiles à sa vérifiabilité et en les liant à la section « Notes et références ».
Navigation
Supercoupe d'Italie  2023 Supercoupe d'Italie 2025
La Supercoupe d'Italie 2024 est la 37e édition de la Supercoupe d'Italie. Elle a lieu du 2 au 6 janvier 2025 en Arabie saoudite au Stade KSU à Riyad.

## Participants et format
Pour la deuxième fois, le tournoi réunit les vainqueurs et les finalistes de Serie A et de la Coupe d'Italie. Les trois matchs se jouent en un seul match. Les rencontres se déroulent sur deux périodes de 45 minutes chacune. En cas d'égalité, les matchs sont départagés par une séance de tirs au but.
| Clubs            | Qualifié en tant que                     |
| ---------------- | ---------------------------------------- |
| Inter Milan      | Champion de la Serie A 2023-2024         |
| Juventus FC      | Vainqueur de la Coupe d'Italie 2023-2024 |
| AC Milan         | Vice-champion d'Italie 2023-2024         |
| Atalanta Bergame | Finaliste de la Coupe d'Italie 2023-2024 |

## Compétition
L'Inter Milan affronte l'Atalanta Bergame lors de la première demi-finale, tandis que la Juventus affronte l'AC Milan lors de la seconde demi-finale.
|  | Demi-finales           | Demi-finales           | Demi-finales           | Demi-finales           |             |             | Finale                 | Finale                 | Finale                 | Finale                 |
|  |                        |                        |                        |                        |             |             |                        |                        |                        |                        |
|  | 2 janvier 2025 - Riyad | 2 janvier 2025 - Riyad | 2 janvier 2025 - Riyad | 2 janvier 2025 - Riyad |             |             | 6 janvier 2025 - Riyad | 6 janvier 2025 - Riyad | 6 janvier 2025 - Riyad | 6 janvier 2025 - Riyad |
|  | Inter Milan            | Inter Milan            | 2                      | 2                      |             |             | 6 janvier 2025 - Riyad | 6 janvier 2025 - Riyad | 6 janvier 2025 - Riyad | 6 janvier 2025 - Riyad |
|  | Inter Milan            | Inter Milan            | 2                      | 2                      |             |             | 6 janvier 2025 - Riyad | 6 janvier 2025 - Riyad | 6 janvier 2025 - Riyad | 6 janvier 2025 - Riyad |
|  | Atalanta Bergame       | Atalanta Bergame       | 0                      | 0                      |             |             | 6 janvier 2025 - Riyad | 6 janvier 2025 - Riyad | 6 janvier 2025 - Riyad | 6 janvier 2025 - Riyad |
|  | Atalanta Bergame       | Atalanta Bergame       | 0                      | 0                      | Inter Milan | Inter Milan | 2                      | 2                      |                        |                        |
|  | 3 janvier 2025 - Riyad |                        |                        |                        | Inter Milan | Inter Milan | 2                      | 2                      |                        |                        |
|  |                        |                        | AC Milan               | AC Milan               | 3           | 3           |                        |                        |                        |                        |
|  | Juventus FC            | Juventus FC            | AC Milan               | AC Milan               | 3           | 3           | 1                      | 1                      |                        |                        |
|  | Juventus FC            | Juventus FC            |                        |                        |             |             |                        | 1                      |                        |                        |
|  | AC Milan               | AC Milan               | 2                      | 2                      |             |             |                        |                        |                        |                        |
|  | AC Milan               | AC Milan               | 2                      | 2                      |             |             |                        |                        |                        |                        |

### Demi-finales
| 2 janvier 2025 | Inter Milan      | 2 - 0   | Atalanta Bergame | Stade KSU, Riyad                                                          |                                                                           |
| 22h00 UTC+3    | Dumfries 49e 61e | (0 - 0) |                  | Spectateurs : 16 896 Diffuseur : L'Équipe Arbitrage : Daniele Chiffi (it) | Spectateurs : 16 896 Diffuseur : L'Équipe Arbitrage : Daniele Chiffi (it) |
| 22h00 UTC+3    | Rapport          |         |                  | Spectateurs : 16 896 Diffuseur : L'Équipe Arbitrage : Daniele Chiffi (it) | Spectateurs : 16 896 Diffuseur : L'Équipe Arbitrage : Daniele Chiffi (it) |

| 3 janvier 2025 | Juventus FC | 1 - 2   | AC Milan                             | Stade KSU, Riyad                                                               |                                                                                |
| 22h00 UTC+3    | Yıldız 21e  | (1 - 0) | 71e (pen.) Pulisic · 75e (csc) Gatti | Spectateurs : 24,783 Diffuseur : L'Équipe live foot Arbitrage : Andrea Colombo | Spectateurs : 24,783 Diffuseur : L'Équipe live foot Arbitrage : Andrea Colombo |
| 22h00 UTC+3    | Rapport     |         |                                      | Spectateurs : 24,783 Diffuseur : L'Équipe live foot Arbitrage : Andrea Colombo | Spectateurs : 24,783 Diffuseur : L'Équipe live foot Arbitrage : Andrea Colombo |

### Finale
L'AC Milan remporte sa huitième Supercoupe d'Italie en s'imposant 3-2 face à l'Inter Milan après avoir été mené 2-0.
| 6 janvier 2025 | Inter Milan                               | 2 - 3   | AC Milan                                                         | Stade KSU, Riyad                                                             |                                                                              |
| 22h00 UTC+3    | Lautaro Martínez 45+1e · Mehdi Taremi 47e | (1 - 0) | 52e Théo Hernandez · 80e Christian Pulisic · 90+3e Tammy Abraham | Spectateurs : 24 841 Diffuseur : L'Équipe live foot Arbitrage : Simone Sozza | Spectateurs : 24 841 Diffuseur : L'Équipe live foot Arbitrage : Simone Sozza |
| 22h00 UTC+3    | Rapport                                   |         |                                                                  | Spectateurs : 24 841 Diffuseur : L'Équipe live foot Arbitrage : Simone Sozza | Spectateurs : 24 841 Diffuseur : L'Équipe live foot Arbitrage : Simone Sozza |